# جاناتان نیوث
جاناتان نیوث (انگلیسی: Jonathan Newth؛ زادهٔ ۶ مارس ۱۹۳۹) بازیگر اهل بریتانیا است.
از فیلم‌ها یا مجموعه‌های تلویزیونی که وی در آن‌ها نقش داشته است، می‌توان به پوآرو، دکتر هو، ارتش سری، ماجراهای شرلوک هلمز، دور از اجتماع خشمگین، رویداد گردنبند، ناشناس و حمله به سکوی جنیفر اشاره نمود.